# 元朗劇院

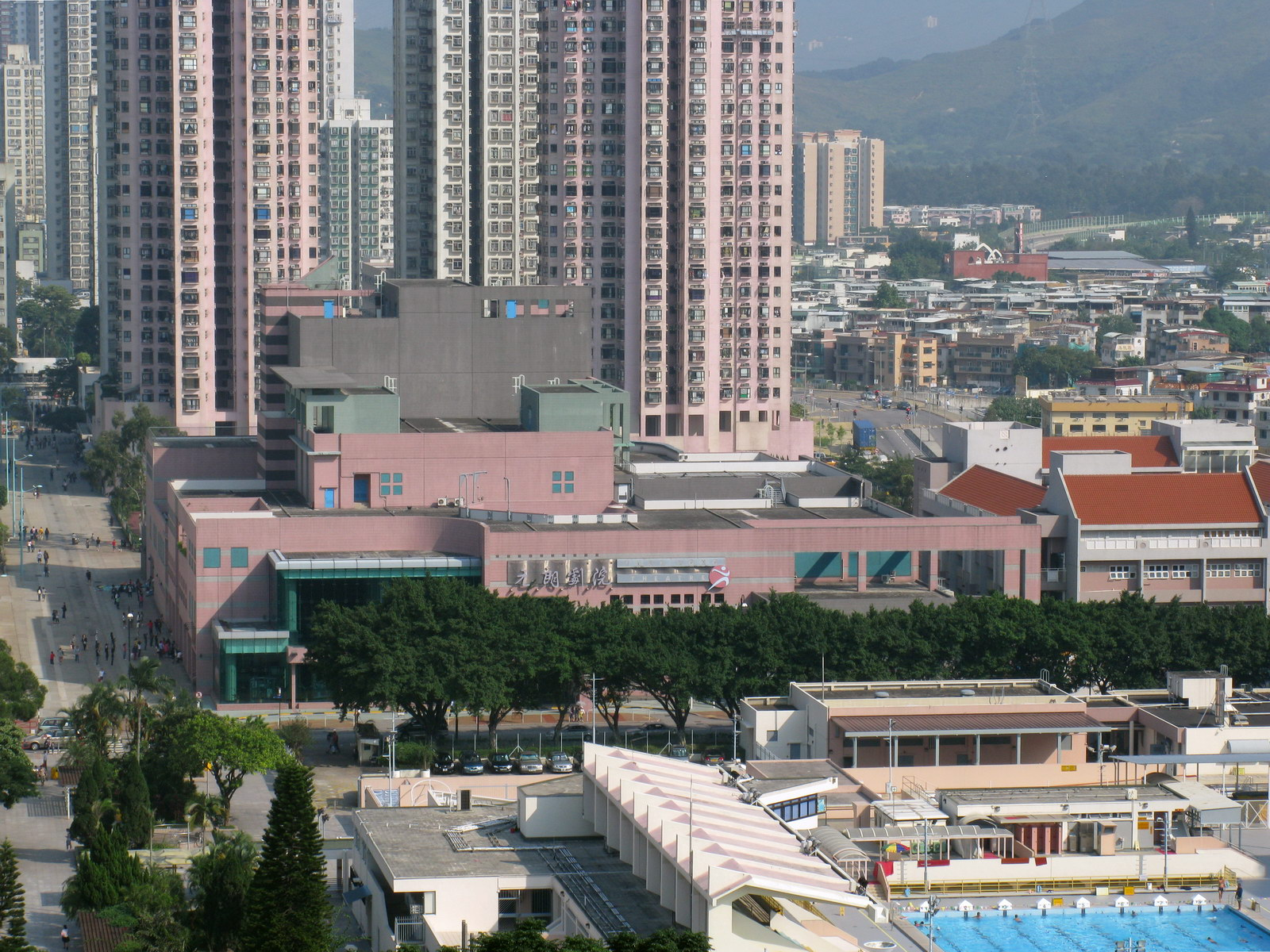
元朗劇院已成為新界西北區薈萃各類藝術的中心

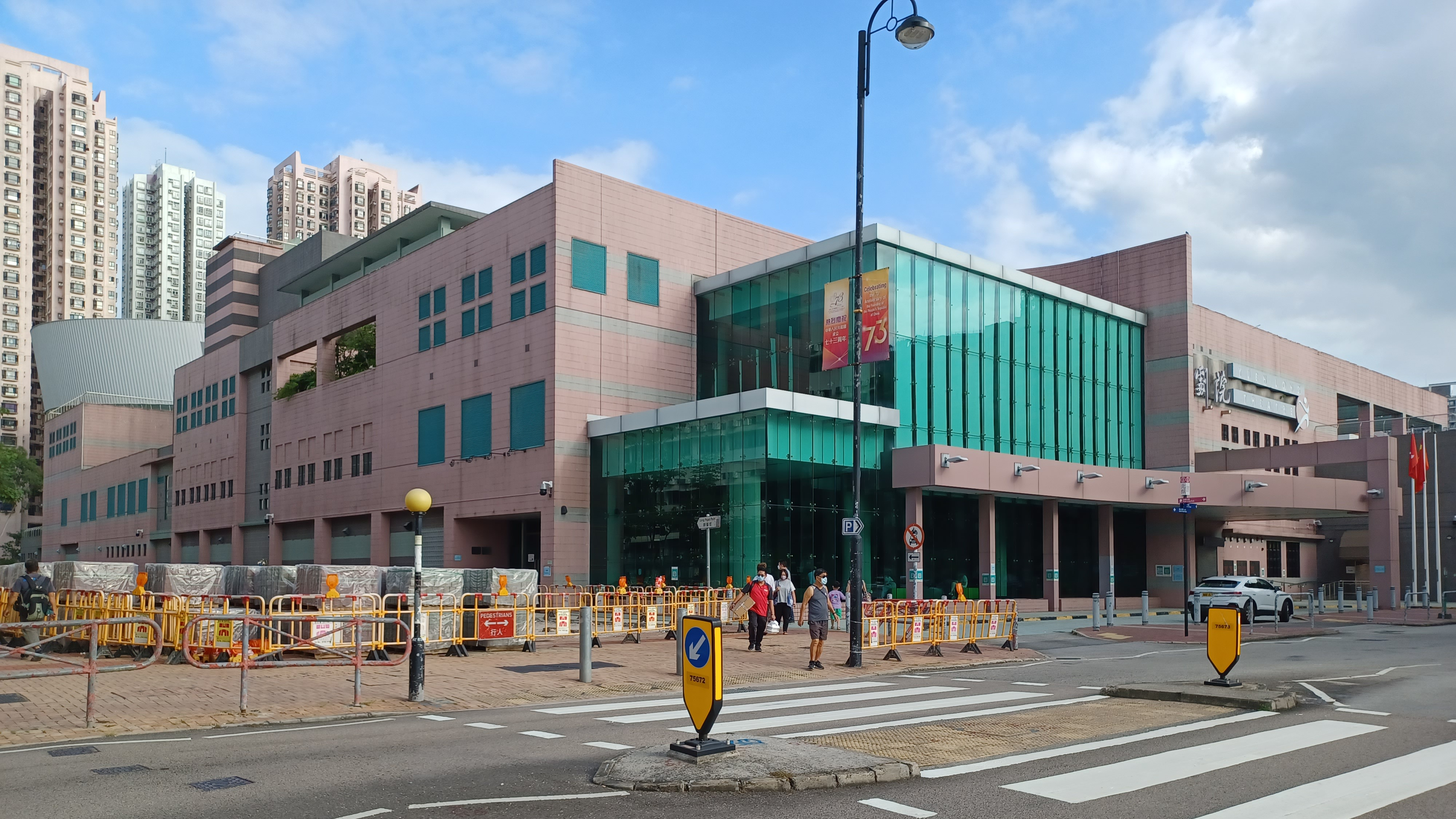
元朗劇院的西面外觀，前方道路為元朗體育路

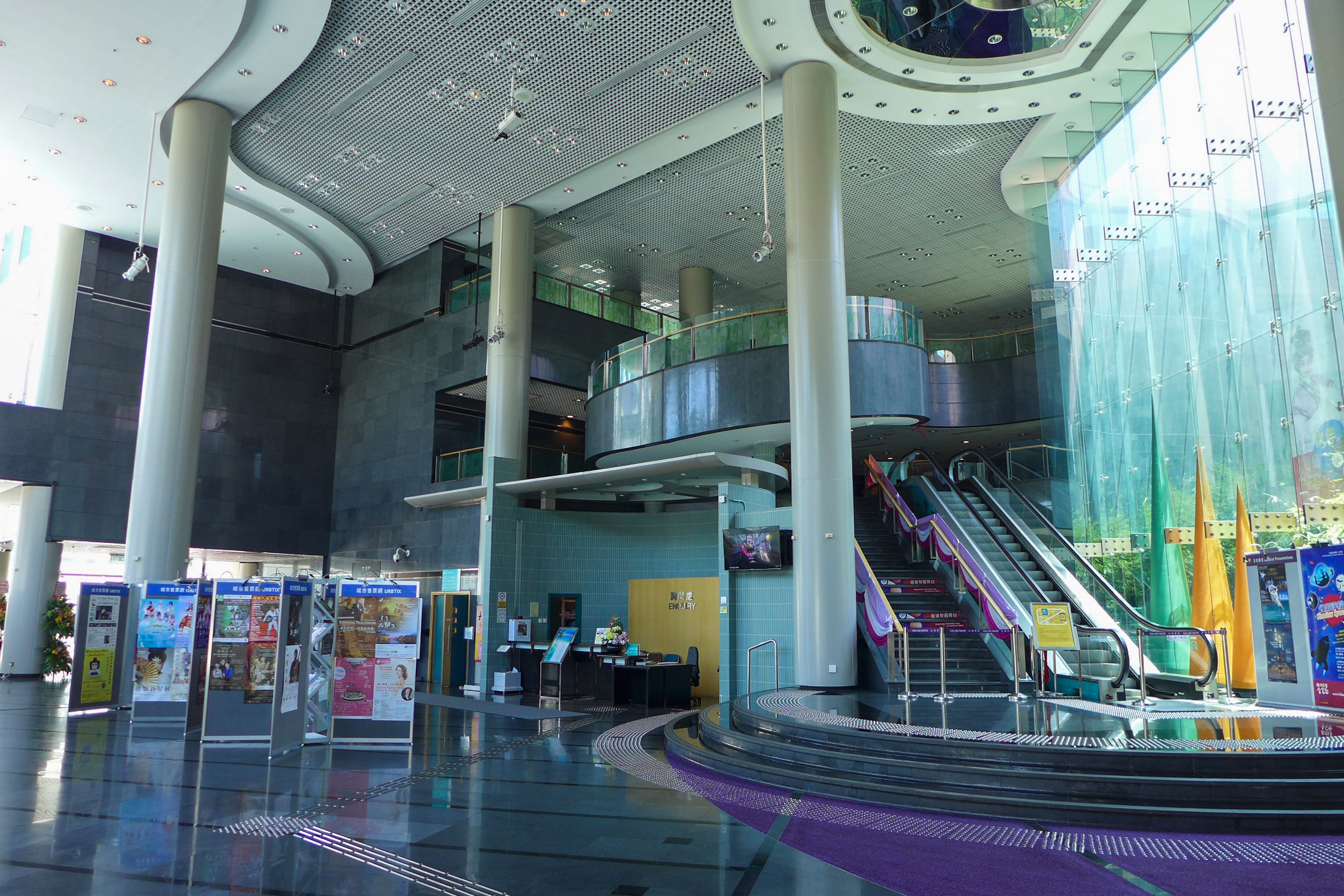
元朗劇院大堂

元朗劇院（英語：Yuen Long Theatre）是香港的一個劇場，位於新界元朗區元朗體育路9號，於2000年5月啟用。此為元朗區的居民提供一個標準的大型表演及文娛活動場地。元朗劇院建成之前，區內的大型表演都在聿修堂中進行。元朗劇院附近亦有一名為元朗大會堂的建築，其雖然名為「大會堂」，但不是公共表演場地，而是元朗區的私人志願社會機構的所在地。
元朗劇院位於元朗新市鎮西南角，毗鄰元朗公園、元朗大球場和元朗公眾泳池；大堂內特設竹林庭園，帶出寧靜雅緻的文化氣息。

## 設施
劇院設有一個923個座位的演藝廳、180平方米的舞蹈室、192平方米的排演室、117平方米的演講室和120平方米的大堂展覽場地。

## 外部連結
- 康樂及文化事務署：元朗劇院

22°26′29″N 114°01′22″E / 22.44147°N 114.022888°E